# Ciervos (canción de Astro)
«Ciervos» es una canción del grupo rock psicodélico chileno Astro, fue lanzado en 2011 como primer sencillo del álbum homónimo.

## Video musical
Un vídeo musical para acompañar el lanzamiento de «Ciervos» fue lanzado por primera vez en YouTube el 31 de agosto de 2011 con una longitud total de tres minutos y veintiocho segundos. Fue dirigido por Oscar Wakeman (el hijo de Rick Wakeman) y filmado en el lago Puyehue al sur de Chile, donde están los cuatro integrantes de la banda más un amigo apodado Coco. 

## Versiones
- 2013: La cantante mexicana Ximena Sariñana hizo una versión de este tema en Live on KCRW, además de otras presentaciones en vivo.

## Personal
- Andrés Nusser: voz, guitarra.
- Octavio Caviares: batería
- Lego Moustache: teclados y percusión.
- Zeta Moustache: teclados y bajo.